# Számánidák
A Számánidák egy közép-ázsiai (közelebbről tádzsik) származású emírdinasztia tagjai voltak a 9–10. században, 819-től egészen a Karahánida hódításig 999-ben. Eredetileg a hurászáni Táhiridák hűbéreseiként emelkedtek fel, mint Transzoxánia urai (székhelyük Buhara, a fontos kereskedőváros volt). 900-ban leverték és hűbéresükké tették az Irán nagy részét uraló Szaffáridákat, így a keleti területek legnagyobb uralkodóivá váltak. Prosperáló uralmuk a perzsa kultúra újjáéledésének fénykora. A 10. század második felétől kezdve uralmuk bizonytalanná vált, és a Buvajhidák, Gaznavidák és Karahánidák külső támadásai valamint alattvalóik lázongása felőrölte hatalmukat.

## Történetük

### A kezdetek
A Számánidák az iszlámot felvett helyi előkelőségek, dikhánok voltak Transzoxániában. A névadó ősük, a 8. és 9. század fordulóján élő Számán Huda a Szászánida idők nagy hadvezéréig, Bahrám Csóbínig vezette vissza a származását. Eredetileg zoroasztriánus volt, ám a horászáni helytartó, Aszad ibn Abdalláh al-Kaszrí udvarában áttért az iszlámra. A hagyomány szerint a helytartó tiszteletére nevezte el saját fiát is Aszadnak.
Aszad négy fia al-Mamún kalifa kegyéből 819-ben több keleti tartomány ura lehetett: Núh Szamarkand, Ahmad Fergana, Jahjá Sás (Taskent vidéke), Iljász pedig Herát emírje lett. A Számánidák a Bagdadban is hatalmas befolyással bíró Táhiridák klienseiként szolgálták uraikat, akik cserében érdekeiket képviselték a kalifa környezetében.
A 841/842-ben elhunyt Núh tartományát Ahmad és Jahjá osztotta fel egymás közt, majd a 855-ben meghalt Jahjá területei is Ahmad kezébe kerültek. Ahmad 864/865-ös halálakor Szamarkandot és Fergánát Naszr, Sást pedig Jakúb nevű fiára hagyta. Herátot 856-tól kezdve Iljász fia, Ibráhím irányította. Nemsokára súlyos fenyegetés jelent meg a Számánidák déli vidékein: Szisztánból a gází Jakúb ibn al-Lajsz asz-Szaffár lelkes hívei megindultak nyugat felé. 867-ben elesett Herát, 873-ban pedig a Táhiridák központja, Nisápur is a Szaffáridák kezébe került.

### A nagyhatalom kiépítése
Az Irakot fenyegető előretörés ellenében a kalifa jobbnak látta, ha erős bázist épít ki magának Ibn al-Lajsz hátországában, ezért 875-ben egész Transzoxánia emírjévé tette Naszrot. Naszr öccse, a hvárizmiektől lerombolt Buharába menesztett Iszmáíl hamarosan fivére ellen fordult, és bár hamarosan átvette a hatalmat, a kalifa által elismert Naszrot meghagyta az emíri cím birtokosának egészen annak 892-ben bekövetkezett haláláig.
Belső ellenfele elhunytával Iszmáíl a terjeszkedésre is gondolhatott. 893-ban bevette Talaszt, a karluk törökök központját, és az uszrúsanai vazallus fejedelemséget is felszámolta. Hvárizm északi felét is meghódította, a délen uralkodó Afrigidák pedig a vazallusai lettek.
A transzoxániai emírség azonban még így sem szállt Iszmáíl ölébe. Jakúb fivére, Amr ibn al-Lajsz 898-ban megszerezte a kalifa kinevezését a területre – al-Mutadid kalifa nyilván arra számított, hogy a Szaffáridák és Számánidák majd kölcsönösen lekötik egymást. Amennyiben ez így volt, vágya hamar teljesült: Amr 900-ban haddal vonult ide, de a balhi csatában seregét szétverték, ő maga pedig fogságba esett. Iszmáíl feleskette magára Amr utódait, majd Bagdadba küldte ellenfelét, ahol hamarosan kivégezték. A Számánida emír ekkor megkapta a Transzoxániára, Rajjra, Iszfahánra és Tabarisztánra szóló helytartói kinevezést.
Az immár lojális vazallus Szaffáridákkal a háta mögött Iszmáíl valódi nagyhatalommá fejlesztette birtokait. Tabarisztánt 864 óta a zajdita síiták uralták. A transzoxániai csapatok 901-ben megdöntötték Muhammad ibn Zajd hatalmát, és Muhammad ibn Hárún, a hadseregparancsnok lázadását is sikerült leverni, így a Kaszpi-tenger déli partvidéke is a Számánidákat gazdagította.

### A fénykor
Iszmáíl és utódai rendszeresen küldtek ajándékokat a kalifának, és a nevét is feltüntették a pénzeiken illetve a pénteki szentbeszédben (hutba), de adót nem fizettek, és politikájukat is maguk irányították. Gazdasági befolyásuk – a kínai és északkelet-európai termékek csak rajtuk keresztül juthattak el Irán többi területére és a kalifátus központjába – révén jelentős anyagi háttérrel rendelkeztek.
Ahmad, a 907-ben elhunyt Iszmáíl örököse beavatkozott a Szaffáridák szisztáni trónviszályába, és meg is szerezte a tartományt, bábként meghagyva az élén a korábbi dinasztia tagjait, bár az itteni folyamatos lázongás miatt a Számánidák hatalma sosem volt igazán stabil. Ahmad 914-es meggyilkolását követően kisfia, II. Naszr lett az új emír. 943-ig tartó uralma sok szempontból negatív mérleggel zárult – a központi Abbászida hatalom visszaszerezte Rajjt és Szisztánt, Tabarisztán pedig a hűbéres Zijáridák kezébe került. Testvérei is fellázadtak Naszr ellen, aki azonban meg tudta tartani hatalmát.
Naszr vezírjei közül kiemelkedett Dzsajháni, a neves földrajztudós és szerző. Elsősorban az ő érdeklődésének köszönhetően Buhara valóságos tudományos és kulturális központtá nőtte ki magát, ahol immár a hivatalos arab mellett a perzsa is fontos szerephez jutott. Még a Számánidák idején kezdte meg a perzsa nemzeti eposz, a Sáhnáme (Királyok könyve) megírását Firdauszí.
I. Núh (943–954), Naszr fia szintén súlyos problémákkal kellett, hogy megbirkózzon. Uralma alatt mind nagyobb szerepet kapott a török elem a folyton lázongó hadseregben. Núh nagybátyja, Ibráhím még Buharát is elfoglalta egy időre 947-ben a Hurászán éléről leváltott Abú Ali Csagání támogatásával. Csagánít később visszahelyezték Hurászán élére, és harcot kezdett a Zijáridákkal szövetségben a felemelkedő Buvajhidák ellen, ám hamarosan átállt hozzájuk, mire menesztették.

### A hanyatlás

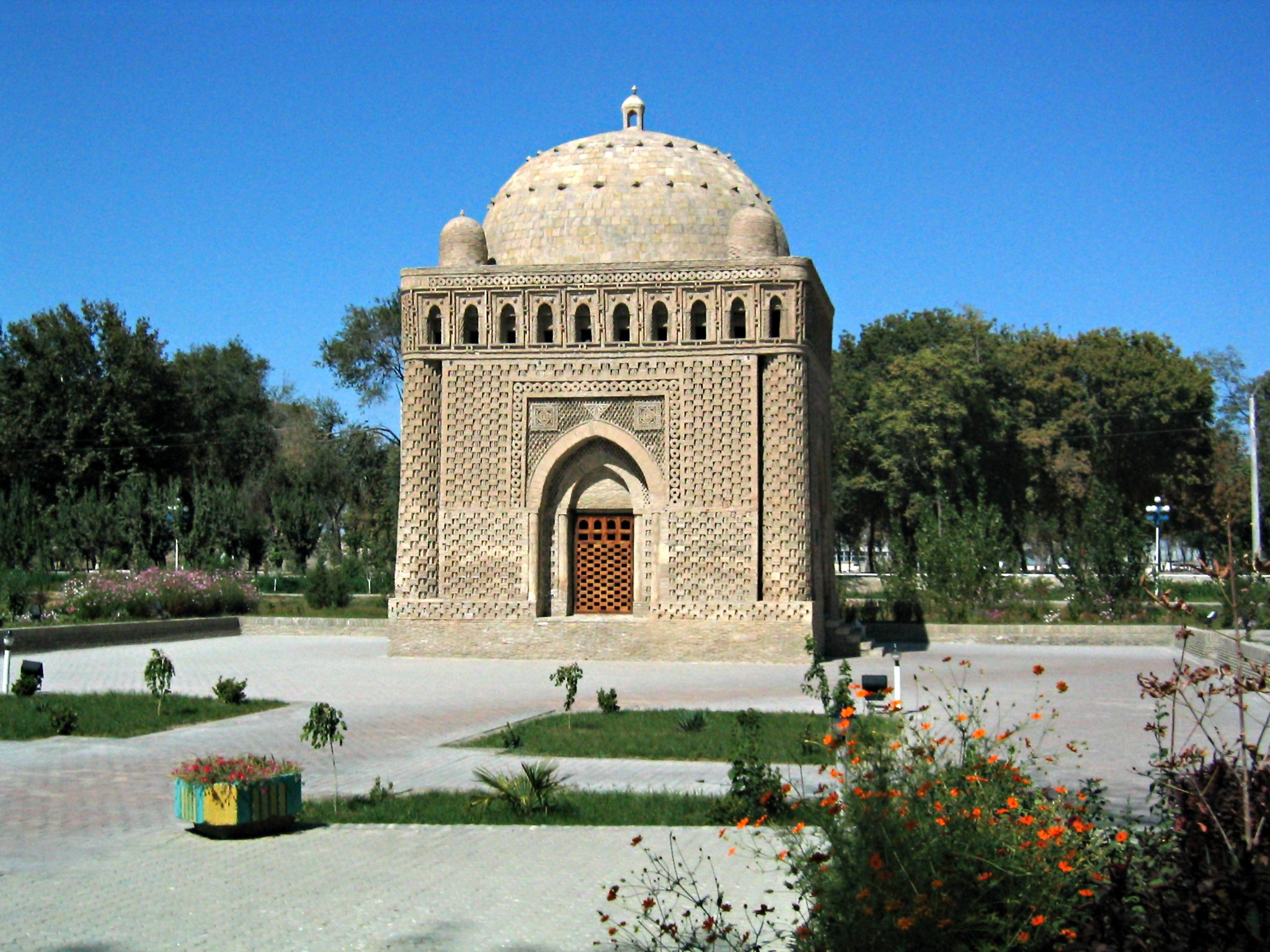
Iszmáíl mauzóleuma Buharában

Núh halála után kezdődött meg igazán a Számánida hatalom összeomlása. I. Abd al-Malik (954–961) idején már egyértelműen a török hadsereg tisztjei irányították az udvari politikát. Különösen nagy szerepet kapott Alptegin, aki azonban vereséget szenvedett az örökösédési küzdelemben, és az afganisztáni határon túlra, Gazna részben iszlamizált fejedelemségébe menekült, ahol megvetette a Gaznavida-dinasztia alapjait.
Abd al-Malikot fivére, I. al-Manszúr (961–976) követte az emíri méltóságban. Uralma alatt az ellenséges Buvajhidák elhódították Tabarisztánt és Gurgánt a hűbéres Zijáridáktól, Kermánt pedig a hasonló helyzetben levő Iljászidáktól. A Szaffáridák szisztáni belháborújába történt beavatkozás szintén hiábavaló pénzpocsékolásnak bizonyult. 
A helyzet II. Núh (976–997) idején vált katasztrofálissá. A keleti határon a kis török fejedelemségeket egyesítő Karahánidák hódítottak el mind több területet, végül vezetőjük, Bugra kán még Buharát is elfoglalta. Núh sem török hadseregétől, sem saját hatalmuk növelésén fáradozó helytartóitól nem várhatott segítséget, és csak a kán hirtelen halálát kihasználva tudta visszaszerezni fővárosát. Saját alattvalóinak támadása ellen már csak Alptegin fia, a Gaznavida Szubuktegin segítségével tudott védekezni.
II. Núh fia, II. al-Manszúr (997–999) ellenséges hatalmaktól és egyáltalán nem lojális alattvalóktól körülvéve csak a Karahánidák jóindulatának köszönhette, hogy egyáltalán megőrizhette trónját. Végül a Mahmúd Gaznaví ellen összefogó, „árulásától” tartó emberei megvakíttatták és letették a trónról. Jelöltjük a fivére, II. Abd al-Malik lett, de miután Gaznaví szétverte hadaikat, és az Amu-Darja mindkét partján megvetette a lábát, a Karahánida Naszr kán bevette Buharát.
II. Abd al-Malikot a török hódítók fogságba vetették, vele véget ért a Számánida dinasztia. Fivére, Iszmáíl al-Muntaszir („a Győzedelmes”) 1000–1005 között még tett néhány vakmerő és ideiglenesen sikeres kísérletet a hatalom visszaszerzésére Hurászánban és Transzoxániában, de mindhiába: a Számánidák sosem váltak uralkodóvá – igaz, a család a nagybirtokos arisztokrácia részeként még sokáig fennmaradt Közép-Ázsia területén.

## Hagyományok eredetükről
A dinasztia alapítóját, Szaman Kodát tekinti ősatyjának a tadzsik nép.
A Szamanida uralkodók Bahram Csobin Szasszánida szpahbod (fővezér) és uralkodó leszármazottjainak tartották magukat és rajtuk keresztül a Mihran törzs utódának, amely egyike volt az Irán jórészét évszázadokig uraló hét parthus törzsnek.

## Uralkodók
| Uralkodó                                             | Születési idő | Halálozási idő  | Élethossz | Uralkodási idő   | Uralkodási évek | Megjegyzés |
| ---------------------------------------------------- | ------------- | --------------- | --------- | ---------------- | --------------- | ---------- |
| Ahmed                                                | ?             | 864             | ?         | emír: 819 – 864  | 45 év           |            |
| I. Naszr                                             | ?             | 892 augusztusa  | ?         | emír: 864 – 892  | 28 év           |            |
| I. Iszmáíl                                           | 849           | 907 novembere   | 58 év     | emír: 892 – 907  | 15 év           |            |
| II. Ahmed                                            | ?             | 914. január 12. | ?         | emír: 907 – 914  | 7 év            |            |
| II. Naszr                                            | ?             | 943             | ?         | emír: 914 – 943  | 29 év           |            |
| I. Núh                                               | ?             | 954             | ?         | emír: 943 – 954  | 11 év           |            |
| I. Abd al-Malik                                      | ?             | 961 vége        | ?         | emír: 954 – 961  | 7 év            |            |
| I. Manszúr                                           | ?             | 976 nyara       | ?         | emír: 961 – 976  | 15 év           |            |
| II. Núh                                              | ?             | 997             | ?         | emír: 976 – 997  | 21 év           |            |
| II. Manszúr                                          | ?             | 999 után        | ?         | emír: 997 – 999  | 2 év            |            |
| II. Abd al-Malik                                     | ?             | 999             | ?         | emír: 999 – 999  | 1 év            |            |
| Győzelmes Iszmáíl                                    | ?             | 1005            | ?         | emír: 999 – 1005 | 6 év            |            |
| 1005-ben a terület a Karahánida Birodalom része lett |               |                 |           |                  |                 |            |